# Haim Yavin
Haim Yavin, em hebraico:  חיים יבין,  nascido como Heinz Kluger na Alemanha em 1932 é um jornalista israelense e apresentador de televisão. Ele apresenta algumas décadas o jornal das notícias da televisão nacional de Israel.